# Paraelectricitat
La paraelectricitat és la propietat que presenten nombrosos materials a polaritzar quan són sotmesos a la influència d'un camp elèctric. A diferència de la ferroelectricitat, aquest fenomen es produeix fins i tot quan no hi ha dipols permanents presents en el material. Com que no hi ha alineació residual de dipols, en cessar la influència del camp elèctric, la polarització s'esvaeix. Els materials que presenten aquesta propietat, es coneixen com a materials paraelèctrics.